# Zavrelimyia facilis
Zavrelimyia facilis är en tvåvingeart som först beskrevs av Oskar Augustus Johannsen 1931.  Zavrelimyia facilis ingår i släktet Zavrelimyia och familjen fjädermyggor. Inga underarter finns listade i Catalogue of Life.